# Regole generali dell'aeronautica
Le regole generali dell'aeronautica stabiliscono la  disciplina individuale che ogni pilota deve rispettare in ogni singola fase del volo e dopo il termine di questo, qualunque siano le condizioni meteorologiche e le regole di volo adottate.

## Salvaguardia delle persone e delle proprietà
La responsabilità è del pilota comandante.

### Condotta negligente o incauta
La responsabilità è del pilota comandante. Un aeromobile non deve essere condotto in modo negligente o imprudente tale da mettere a repentaglio la vita o i beni di terzi.

### Altezze minime
Ad eccezione delle fasi di decollo e atterraggio il pilota deve mantenere l'aereo ad una quota minima di 150 m (500 ft) sopra le distese d'acqua o sopra zone disabitate e nelle zone abitate di 300 m (1000 ft) sopra l'ostacolo più alto nel raggio di 600 m. Sul tratto costiero, dal 1º giugno al 30 settembre inclusi, l'altezza minima è 1000 ft ad una distanza di almeno 100 m dalla linea di costa (Disposizione DGAC n. 137083 del 10.7.95). Sopra le città deve essere sempre possibile planare al di fuori della zona abitata in caso di piantata motore.

### Livelli di crociera
I livelli di crociera ai quali un volo o parte di esso deve essere condotto, devono essere espressi in termini di:
- livelli di volo  per voli a o al di sopra del più basso livello di volo utilizzabile, oppure, ove applicabile, al di sopra dell'altitudine di transizione
- altitudini per voli condotti al di sotto del più basso livello di volo utilizzabile, oppure, ove applicabile, a o al di sotto dell'altitudine di transizione

### Lancio di oggetti o nebulizzazioni
Il lancio di oggetti o lo spargimento di sostanze può essere effettuato solo se in possesso di relative autorizzazioni da parte dei competenti enti ATS e in conformità alle disposizioni di ENAC.

### Traino
Il traino di un aeromobile o altro oggetto può essere effettuato solo se in possesso di relative autorizzazioni da parte dei competenti enti ATS e in conformità alle disposizioni di ENAC.

### Lanci con paracadute
I lanci con il paracadute, con esclusione delle discese di emergenza, possono essere effettuati solo se in possesso di relative autorizzazioni da parte dei competenti enti ATS e in conformità alle disposizioni di ENAC.

### Voli acrobatici
I voli acrobatici possono essere effettuati solo se in possesso di relative autorizzazioni da parte dei competenti enti ATS e in conformità alle disposizioni di ENAC.

### Voli in formazione
I voli in formazione sono consentiti alle seguenti condizioni:
- la formazione deve operare come un singolo aeromobile per quanto riguarda la navigazione e i riporti di posizione
- la separazione tra aeromobili è responsabilità del capo formazione e dei piloti comandanti gli aeromobili della formazione in tutte le fasi del volo, compreso il ricongiungimento dopo il decollo ed il distanziamento prima dell'atterraggio
- non è consentito effettuare decolli, atterraggi e operazioni in circuito di traffico in formazione, ad eccezione dei voli specificatamente autorizzati dall'ENAC per manifestazioni aeree ed attività addestrative (non si applica agli aeromobili militari)
- tra il capo formazione e ciascun aeromobile deve essere mantenuta una distanza orizzontale non superiore a 1 km e una distanza verticale non superiore a 100 piedi
- per i voli in formazione in IFR è richiesta una visibilità in volo non inferiore a 3 km. In caso di riduzione di tale visibilità il capo formazione richiede all'appropriato ente ATC le istruzioni per l'interruzione del volo in formazione e successiva prosecuzione come singoli voli (non si applica agli aeromobili militari)
- il volo in formazione deve essere preventivamente coordinato tra il capo formazione ed i piloti responsabili degli aeromobili in volo
- in caso di formazioni comprendenti differenti tipi di aeromobili, devono essere specificati nel piano di volo i tipi degli aeromobili
- per i voli originati in Italia, che interessano gli spazi aerei da classe A ad F, è richiesto un preventivo coordinamento con l'Ente di controllo che ha la giurisdizione sull'aeroporto di partenza

### Palloni liberi senza equipaggio
Le operazioni relative al lancio di palloni liberi senza equipaggio devono essere condotte in modo tale da ridurre al minimo i rischi per le persone, le cose e gli aeromobili.
I palloni aventi:
- una massa totale ≥ 6 kg
- un carico con massa ≥ 3 kg
- un carico con massa ≥ 2 kg e una densità superficiale > 13 grammi x cm²
- una fune, o altro dispositivo per il trasporto del carico, avente un limite di rottura ≥ 230 Newton

devono essere equipaggiati con un transponder in modo C operante sul codice assegnato.
Le operazioni possono essere effettuate solo se in possesso di relative autorizzazioni da parte dei competenti enti ATS e in conformità alle disposizioni di ENAC.

### Zone vietate e regolamentate
Gli aeromobili non devono volare in zone proibite o regolamentate le cui caratteristiche siano debitamente pubblicate, se non in accordo con le condizioni previste da tali restrizioni o con il permesso di ENAC.

## Prevenzione delle collisioni
- Sorpasso: chi sorpassa si sposta a destra
- Avvicinamento frontale: entrambi si spostano a destra
- Rotte convergenti: precedenza a chi viene da destra, l'altro vira a sinistra

Le regole per la prevenzioni delle collisioni non esentano il pilota responsabile di un aeromobile dalla responsabilità di intraprendere ogni azione necessaria ad evitare collisioni, comprese le manovre evasive a seguito di avvisi di risoluzione emessi dall'impianto ACAS (Airborne Collision Avoidance System).

### Vicinanza
Nessun aeromobile deve essere condotto in prossimità di altri aeromobili in modo tale da creare rischi di collisione.

### Diritto di precedenza
Il principio è che il mezzo più manovrabile deve dare la precedenza a quello meno manovrabile, quindi:
1. Paracadutisti e aerostati: hanno la precedenza su tutti
2. alianti: danno la precedenza ad 1
3. dirigibili: danno la precedenza ad 1 e 2
4. aerei a motore: danno la precedenza ad 1, 2 e 3, oltre che agli aerei che trainano alianti
5. elicotteri: danno la precedenza a tutti

### Luci degli aeromobili
Le luci presenti sugli aeromobili si possono dividere in:
1. luci di navigazione, da tenere accese per indicare ad un osservatore la direzione dell'aeromobile
2. luci anticollisione, da tenere accese per attirare l'attenzione verso l'aeromobile

### Luci di navigazione
Le luci di navigazione regolamentari degli aeromobili sono di colore rosso sull'ala sinistra, verde sull'ala destra e bianco in coda, ad emissione continua, così caratterizzate:
1. luce rossa continua, diffusa sopra e sotto il piano orizzontale dell'aeromobile per un angolo di 110° misurato verso sinistra a partire dalla direzione dell'asse longitudinale
2. luce verde continua, diffusa sopra e sotto il piano orizzontale dell'aeromobile per un angolo di 110° misurato verso destra a partire dalla direzione dell'asse longitudinale
3. luce bianca continua, diffusa per un angolo di 140° gradi diviso simmetricamente sulla destra e sulla sinistra dell'asse longitudinale dell'aeromobile, all'estremità posteriore della fusoliera.

Le luci di navigazione sono disposte in modo da poterne vedere solo una delle tre; in questo modo, è possibile capire dove si trova l'aeromobile e in quale direzione sta procedendo. Sono obbligatorie su tutti gli aeromobili.

### Luci anticollisione
Le luci anticollisione sono installate in punta d'ala, o sulla sommità della deriva, o sul dorso, o sotto il ventre della fusoliera, sono intermittenti o rotanti o stroboscopiche, di colore rosso e/o bianco e assicurano un campo di copertura in tutte le direzioni per 75°, sopra e sotto il piano orizzontale dell'aeromobile.
Altre luci montate per altri scopi, come i fari di atterraggio e le luci cabina, possono essere usate in aggiunta alle luci anticollisione per evidenziare ulteriormente l'aeromobile, eccetto se possono essere confuse con le luci di navigazione.

### Operazioni su e nelle vicinanze di aerodromi
Un aeromobile che opera su e nelle vicinanze di un aeroporto deve, sia che si trovi o meno entro una ATZ:
- osservare l'altro traffico di aeroporto allo scopo di evitare collisioni
- conformarsi con, o evitare il circuito di traffico costituito dagli altri aeromobili in volo
- effettuare tutte le virate a sinistra quando in avvicinamento per l'atterraggio e dopo il decollo, a meno che diversamente istruito
- atterrare e decollare controvento a meno che la sicurezza, la configurazione della pista o considerazioni sul traffico aereo determinino che sia preferibile un'altra direzione

### Voli strumentali simulati
Un aeromobile può essere condotto in condizioni di volo strumentale simulato solo se:
- l'aeromobile è equipaggiato con doppi comandi indipendenti
- un pilota qualificato occupa il posto di controllo agendo da pilota di sicurezza nei confronti della persona che sta volando in condizioni di volo strumentale simulato

Il pilota di sicurezza deve avere adeguata visibilità frontale e su ogni lato dell'aeromobile, oppure un osservatore competente che sia in comunicazione col pilota di sicurezza deve occupare una posizione nell'aeromobile dalla quale il campo visivo dell'osservatore compensi adeguatamente quello del pilota di sicurezza

### Operazioni sull'acqua
Quando due aeromobili o un aeromobile ed un'imbarcazione si avvicinano l'un l'altro e c'è il rischio di collisione, gli aeromobili devono procedere con cautela in relazione alle circostanze e situazioni esistenti, incluse le limitazioni delle rispettive strutture.
- Convergenza - un aeromobile che ha l'altro aeromobile o imbarcazione sulla destra deve dare la precedenza mantenendosi a distanza adeguata
- Avvicinamento frontale - un aeromobile che si avvicina frontalmente ad un altro aeromobile o imbarcazione o in situazione similare, deve modificare la propria prua verso destra in modo da mantenersi a distanza adeguata
- Sorpasso - l'aeromobile o l'imbarcazione che sta per essere sorpassata ha la precedenza, e chi sorpassa deve modificare la propria prua (a destra o a sinistra) in modo da mantenersi a distanza adeguata
- Ammaraggio e decollo - aeromobili in ammaraggio o in decollo dall'acqua devono, per quanto possibile, tenersi ben distanti da tutte le imbarcazioni ed evitare di ostacolarne la navigazione
- Luci - fra il tramonto e l'alba o altro periodo previsto da ENAC, tutti gli aeromobili in acqua devono accendere le luci, così come previsto dalle Norme Internazionali per prevenire le collisioni in mare.

## Piani di volo
Il piano di volo è obbligatorio per tutti i voli IFR, per tutti i voli che attraversano i confini nazionali, per tutti i voli che trasportano passeggeri paganti, per voli che attraversano alcune particolari zone, e per motivi di sicurezza è consigliato per tutti i voli che attraversano zone inospitali, disabitate o distese di mare. Voli condotti a Est del fiume Tagliamento, zone montagnose il cui soccorso è ritenuto difficile in caso di intervento, quando si fa un trasferimento da una ctr a un'altra ctr, per i voli acrobatici e notturni.
Per i Voli VFR con ELT a bordo non è obbligatorio fare il piano di volo, tranne se decollano e/o atterrano in aeroporti con ente ATS.

## Segnali
Gli aeromobili che osservino o ricevano uno dei segnali previsti, devono compiere le azioni richieste dall'interpretazione dello stesso segnale. Il personale che fornisce segnalazioni finalizzate a fornire guida al movimento degli aeromobili deve essere addestrato e qualificato in accordo a procedure ritenute accettabili da ENAC.

## Orario in uso nei servizi del traffico aereo
UTC. Prima di iniziare un volo, il pilota effettua una verifica dell'orario con un ente ATS. La torre di controllo deve fornire, al momento del rullaggio, l'orario esatto al pilota.

## Servizio di controllo del traffico aereo
Il servizio di controllo del traffico aereo è uno dei 4 servizi del traffico aereo. Tali servizi sono: 
1. servizio di controllo del traffico aereo;
2. servizio informazioni volo;
3. servizio di allarme;
4. servizio consultivo

Essi sono istituito allo scopo di onorare i primi tre dei 5 obiettivi del traffico aereo, che sono:
- garantire la separazione tra aeromobili in volo e ostacoli e/o altri aeromobili;
- garantire la separazione tra tutti gli aeromobili a terra e altri aeromobili e/o ostacoli e/o mezzi;
- mantenere un ordinato e spedito flusso del traffico aereo;
- fornire informazioni per una sicura ed efficiente condotta del volo;
- notificare agli appropriati enti che un aeromobile necessita del servizio di ricerca e/o soccorso e collaborare con essi.

Il servizio di controllo del traffico aereo viene fornito dagli enti di controllo (torre negli ATZ controllati, avvicinamento nei CTR, controllo di aerovia, controllo terminale nelle TMA) ed è caratterizzato dall'emissione di autorizzazioni da parte dell'ente verso aeromobili in termini di livelli (altezze, altitudini e livelli di volo) di vettori (prua e velocità da mantenere) comprese autorizzazioni alla messa in moto, al rullaggio, al decollo e all'atterraggio e molte altre.
Se un controllore si accorgesse che un volo a lui noto sta utilizzando un FL (Flight Level, livello di volo) non attribuitogli, sa che potrebbe essere in atto un dirottamento, ma non deve comunicare con il pilota per far rimanere il dirottatore ignaro; il pilota, invece di cambiare FL, può inserire il codice 7500 nel transponder che comparirà sul radar del controllore, informandolo del dirottamento in atto. Questo farà attivare le procedure di sicurezza del caso.

## Intercettazioni degli aeromobili civili
Nello stabilire le direttive e le procedure per l'intercettazione degli aeromobili civili, l'Autorità Nazionale ha tenuto conto dei seguenti principi generali:
a) l'intercettazione sarà intrapresa ogni qualvolta ritenuto necessario e potrà, tra l'altro, essere effettuata nei casi di mancanza di autorizzazione diplomatica al sorvolo o scalo sullo
Stato italiano, di deviazioni non autorizzate dalla rotta e di mancato rispetto delle procedure radio, nonché dei casi di particolare gravità.
b) l'intercettazione sarà limitata all'identificazione dell'aeromobile a meno che non si renda necessario:
- riportarlo sulla rotta pianificata;

- dirigerlo oltre i confini dello spazio aereo nazionale;

- guidarlo fuori da aree riservate, proibite o pericolose;

- istruirlo per atterrare su un determinato aeroporto;

c) non sarà intrapresa intercettazione a scopo addestrativo;
d) istruzioni ed informazioni per la navigazione saranno fornite, ogni qual volta possibile, per radio;
e) qualora venga richiesto di atterrare su un determinato aeroporto, lo stesso sarà adatto al tipo di aeromobile interessato.

## Segnali guida per L' A/M intercettato
- dal velivolo intercettore

1. Segnale: sbattuta di ali e luci di navigazione on, in modo irregolare - Significato: "siete stati intercettati, seguitemi!"
2. Segnale: (dopo aver guidato l'a/m intercettato) brusca manovra di sganciamento con virata superiore a 90° in salita - Significato: "potete proseguire"
3. Segnale: sorvolo di una pista con carrello esteso e luci di atterraggio on - Significato: "atterrate su questo aeroporto"

- dal velivolo intercettato

1. Segnale: sbattuta d'ali (e luci di navigazione on), in modo irregolare -     Significato: "capito; eseguo!"

1. Segnale: sorvolo della pista con carrello esteso e luci di atterraggio on  - Significato: "capito; eseguo!" ( L'A/M intercettato dopo aver sorvolato la pista, procederà per l'atterraggio. Qualora L'A/D non risultasse idoneo, farà rientrare il carrello sorvolando la pista e lampeggerà con i fari di atterraggio. Dopodiché effettuerà il circuito di traffico in volo sull'A/D a 1000ft)

## Minime VMC di visibilità e distanza dalle nubi
Tabella RAIT R5-1